# Araripe
Araripe is een gemeente in de Braziliaanse deelstaat Ceará. De gemeente telt 22.373 inwoners (schatting 2009).